# Capanemia superflua
Capanemia superflua es una especie de orquídea epifita de pequeño tamaño del género Capanemia, originaria del centro-este de Sudamérica. 

## Descripción
C. superflua presenta pequeñas plantas, de breve rizoma, el pseudobulbo mide de 15 a 30 mm de largo por 3 a 4 mm de ancho; es alargado, de base recortada por vainas, teniendo una sola hoja semi plana, terete a lanceolada, carnosa y rígida, fisurada en el lado superior, 8 a 10 cm de largo y 2,3 mm de diámetro. La inflorescencia es un pequeño racimo suberecto a péndulo, de 7 a 9 cm de largo, con 9 a 12 flores que aparecen simultáneas, fragantes, pequeñas, dispuestas de manera helicoidal, de color blanco puro o con tintes rosáceos. Sépalos y pétalos libres; pequeñas alas extendidas hacia el sésil labelo, el cual posee una forma subpanduriforme y base callosa; el rostelo muestra dos dientes; la breve columna cuenta con 2 polinias subesféricas. El fruto es una cápsula tricostada, elíptica, algo curva o erecta, de 8 a 10 mm de diámetro; en su superficie, sobre un fondo de color verdoso reluciente se disponen minúsculas motas de tonos violáceos.
Variedades
Posee dos variedades: 
- Capanemia superflua var. superflua. Presenta los pétalos laterales de forma oval a casi romboidal; el sépalo dorsal es de forma oblongo-lanceolada. Las flores son de color blanco puro.

- Capanemia superflua var. rosea. Presenta los pétalos laterales de forma oval-elíptica; el sépalo dorsal es de forma espatulada. Las flores son de color blanco con tintes rosáceos a liláceos, en especial en los elementos externos.

## Distribución y hábitat
Capanemia superflua habita de forma epifita sobre los troncos o ramas de los arbustos y árboles de las selvas del centro-este de América del Sur.
Esta especie se distribuye en los estados del sudeste y sur del Brasil: desde Minas Gerais y Río de Janeiro, pasando por São Paulo y Paraná, hasta Santa Catarina y Río Grande del Sur.
En el nordeste de la Argentina habita en el extremo norte de la mesopotamia, en selvas de la provincia de Misiones.
En el Uruguay fue herborizada en el departamento de Cerro Largo. También fue observada en la selva que margina al río Cebollatí, de Lavalleja.

## Taxonomía
Esta especie fue descrita originalmente en el año 1863 por el ornitólogo, botánico, pteridólogo y orquideólogo alemán Heinrich Gustav Reichenbach, bajo el nombre científico de Oncidium superfluum. El ejemplar holotypus se encuentra depositado en el Kew Herbarium.
En el año 1967 fue recombinada por el orquideólogo estadounidense Leslie A. Garay, otorgándole el nombre de Capanemia superflua por reglas de prioridad.
Etimología
Etimológicamente, el nombre genérico Capanemia es un homenaje al Barón de Capanema. El nombre específico superflua deriva de la palabra en latín superfluus, que significa 'superflua' o 'innecesaria' en razón de ser una especie de aspecto estético poco vistoso, por lo que sólo es comercializada entre los coleccionistas de orquídeas.
Sinonimia
Su sinonimia es la siguiente:
- Oncidium superfluum Rchb.
- Capanemia uliginosa Barb. Rod.,
- Rodriguezia anomala Rolfe, 1891.[7]
- Rodriguezia uliginosa Cogn, 1904.[8]